# Astragalus semitarius
Astragalus semitarius är en ärtväxtart som beskrevs av Zarre och Dieter Podlech. Astragalus semitarius ingår i släktet vedlar, och familjen ärtväxter. Inga underarter finns listade i Catalogue of Life.